# Exit音乐节
Exit音乐节（Exit Festival）是每年在塞尔维亚佛伊弗迪納诺威萨彼得罗瓦拉丁堡垒举行为期四天的音乐和艺术的音乐节，它是欧洲大型音乐节之一，与格拉斯顿伯里当代表演艺术节、Rock am Ring和罗斯基勒音乐节齐名。首届Exit音乐节始于2000年大学公园的一次学生运动，为了抗争塞尔维亚和巴尔干地区的民主和自由。在塞尔维亚民主变革发生之后，Exit于2011年移到彼得罗瓦拉丁堡垒，但社会责任始终是Exit音乐节活动的重要组成部分。2014年1月，它与来自34国家360个音乐节，62万人投票评选中，被官方评选为欧洲音乐节奖的最佳欧洲大型音乐节。

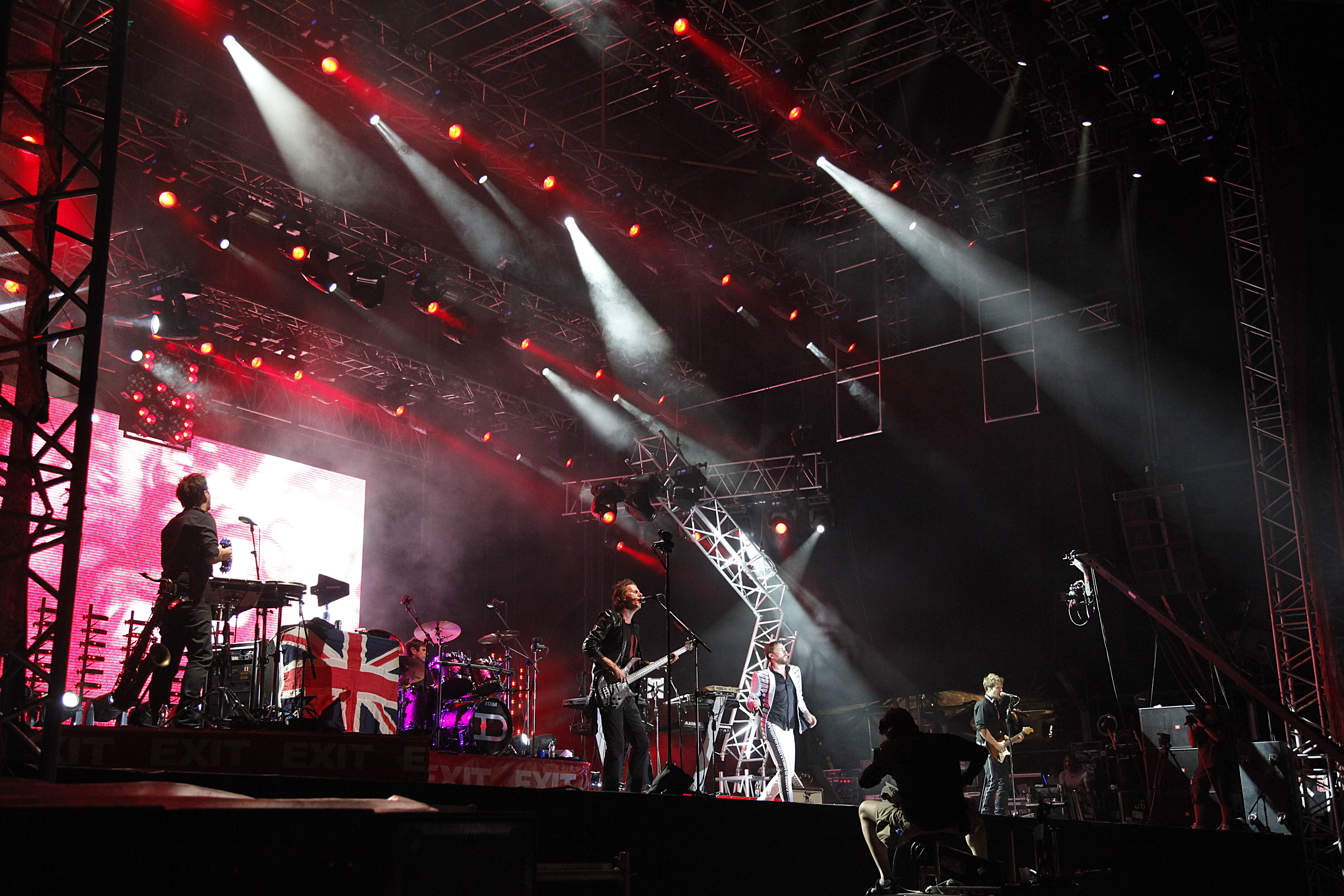
2012主舞台上Duran Duran

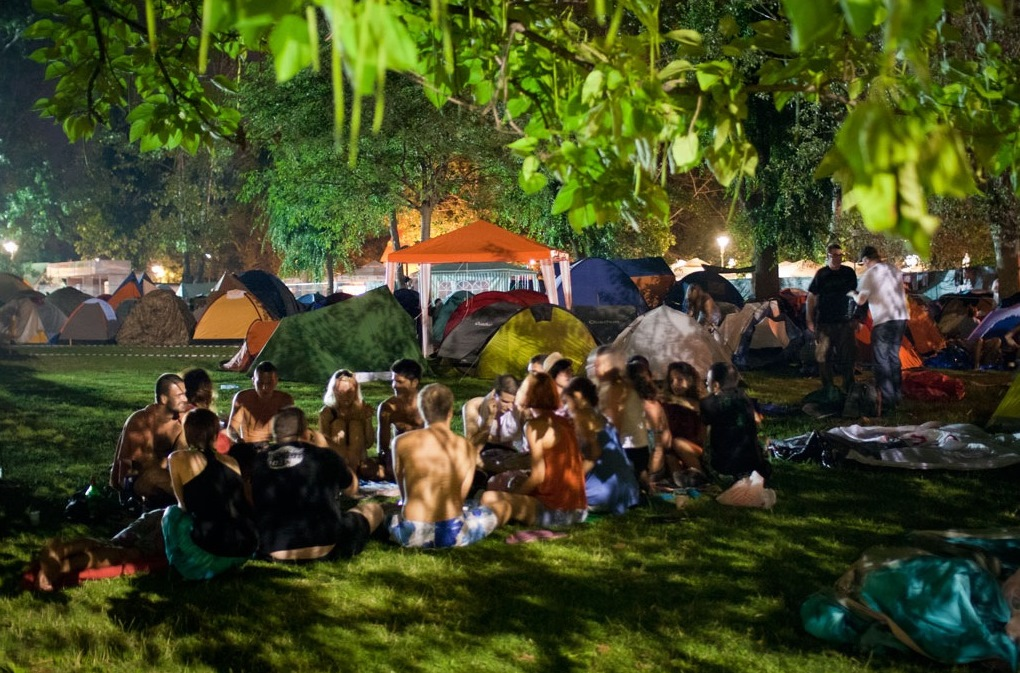
2012Exit露宿区之夜

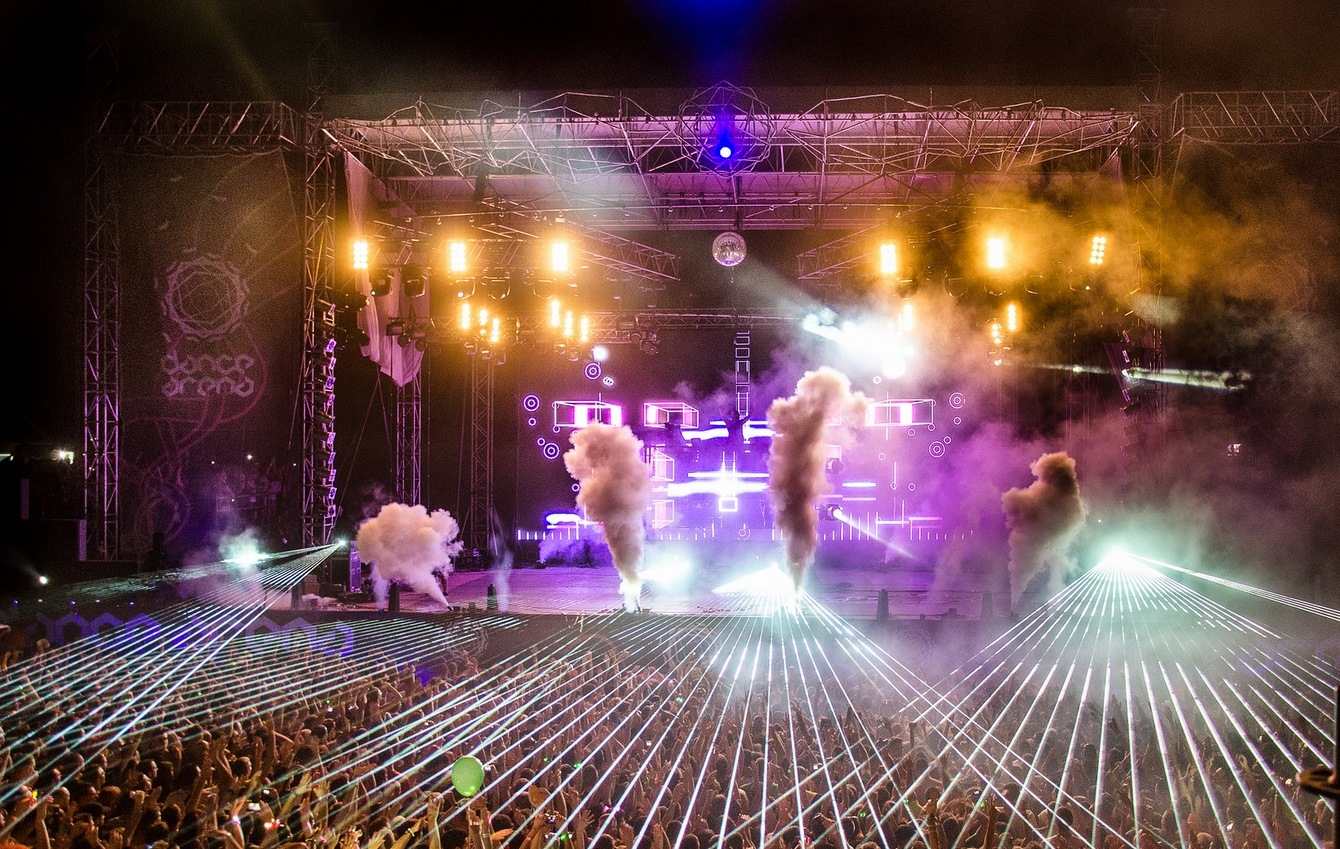
2013聚众在David Guetta舞台区

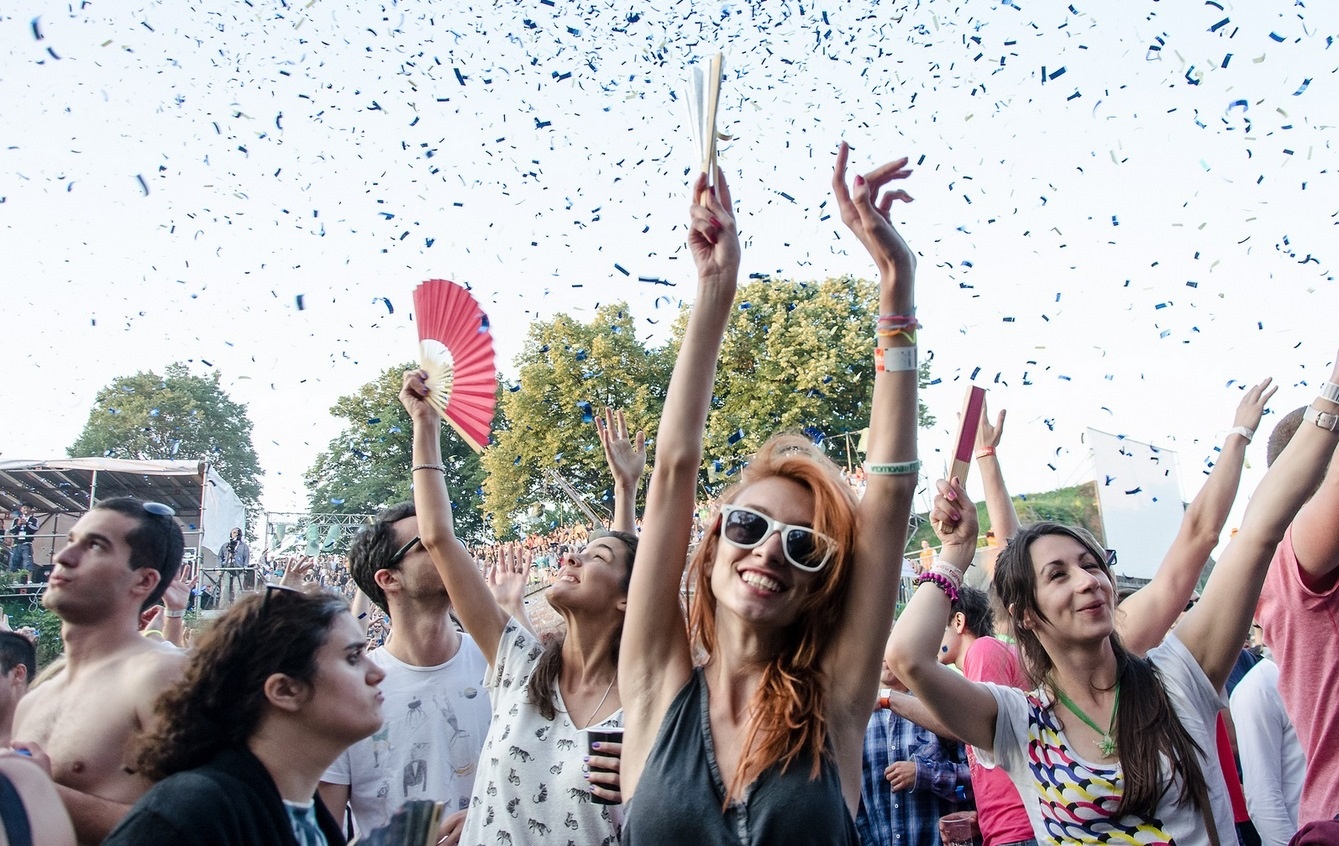
2013舞台区

## 关联項目
- 西南偏南
- 格拉斯顿伯里当代表演艺术节
- Lollapalooza
- Rock am Ring